# Ameszemi
Ameszemi védelmező istennő Meroéban. Sólyom formájú koronával ábrázolták, vagy fején félholddal, amelyen egy sólyom áll. Férje Apedemak, a harcos oroszlánisten.
A nakai Oroszlán-templomban egyiptomi istennőkkel, Ízisszel, Muttal, Hathorral és Szatettel ábrázolják együtt. Az egyiptomi istennőknél testesebb alkatú, ami jellemző a meroéi nők ábrázolására. A nakai Ámon-templom egy sztéléjén Amanisakheto királynővel ábrázolják.

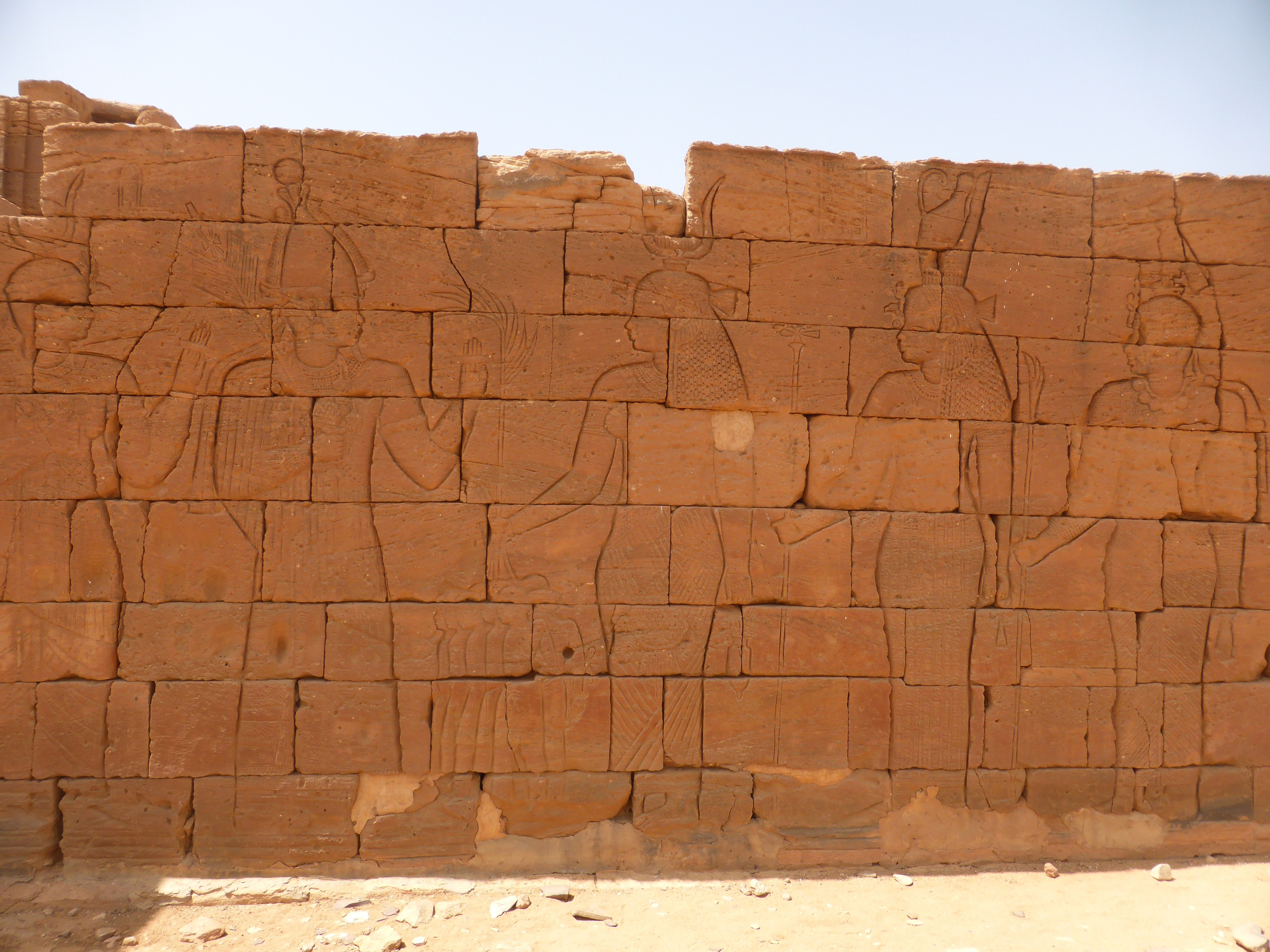
Ameszemi (jobbra)